# André Dufraisse
André Henri Dufraisse, född den 30 juni 1926 i Razès, död den 21 februari 2021 i Limoges, var en fransk tävlingscyklist som var specialist på cykelcross i vilket han blev världsmästare fem år i rad 1954–1958 (till vilket kan läggas ytterligare sex VM-medaljer: två silver och fyra brons) och fransk mästare sju gånger. Inledningsvis körde han även landsvägslopp, men utan framgång (han startade exempelvis i Tour de France 1952 men utgick på etapp 3 och samma år avbröt han även Paris–Roubaix)
Motionsloppet (Cyclosportive/Gran fondo) La Limousine André Dufraisse körs i Dufraisses hemtrakter sedan 1990-talet.
André Dufraisse utsågs till riddare av Hederslegionen 2022.

## Meriter

### Landsväg
1952
8:a i Puy de Dome

### Cykelcross
Både de franska mästerskapen och världsmästerskapen gick i februari/mars under perioden.
| SäsongMästerskap     | 1950 1951 | 1951 1952 | 1952 1953 | 1953 1954 | 1954 1955 | 1955 1956 | 1956 1957 | 1957 1958 | 1958 1959 | 1959 1960 | 1960 1961 | 1961 1962 | 1962 1963 |
| -------------------- | --------- | --------- | --------- | --------- | --------- | --------- | --------- | --------- | --------- | --------- | --------- | --------- | --------- |
| Världsmästerskapen   |           |           |           |           |           |           |           |           | 4         | –         |           |           |           |
| Franska mästerskapen |           |           | 4         |           |           |           |           |           |           | –         |           |           |           |